# Лоренцен, Лиза
Лиза Лоренцен (норв. Lisa Lorentzen), также публикуется под именем Лиза Якобсен (норв. Lisa Jacobsen, род. 1943), — норвежский математик, известна своей работой над непрерывными дробями. Она является почётным профессором кафедры математических наук Норвежского университета науки и технологий (NTNU).

## Книги
Вместе с Хоконом Вааделандом Лоренцен является автором книги «Непрерывные дроби с приложениями» (Studies in Computational Mathematics 3, North-Holland, 1992; 2nd ed., Atlantis Studies in Mathematics for Engineering and Science, Springer, 2008).
Она также является автором двух учебников на норвежском языке: Kalkulus for ingeniører [Исчисление для инженеров] и Hva er matematikk [Что такое математика?], и соавтор с Арне Холе и Томом Луи Линдстремом Kalkulus med én og flere variable [Исчисление с одной и несколькими переменными].

## Признание
Лоренцен является членом Норвежского королевского общества наук и литературы. В 1986 году она стала лауреатом академической премии Норвежского королевского общества наук и литературы.